# Folknářský potok
Folknářský potok je potok (ID toku 10227403) v Ústeckém kraji v Česku. Je dlouhý k ústí přibližně 3,9km, plocha povodí činí asi 5 km². Do Ploučnice ústí v Děčíně jako její pravostranný přítok. Dominantní směr toku je západní.

## Průběh toku
Pramení v nadmořské výšce 458 metrů pod Sokolím vrchem v zalesněném údolí u komunikace III. třídy spojující Folknáře a Dobrnou. Po necelém kilometru se západně od pramenu dostává do děčínské čtvrti Folknáře na jejímž konci míjí hřbitov Folknáře a za ním mění svůj směr na jihozápadní. Odtud teče paralelně s Libereckou ulicí. Nakonec vtéká do průmyslové zóny, zde protéká podzemním tunelem a jeho vody se dostávají do Ploučnice v nadmořské výšce 132 metrů nad mořem jako její pravostranný přítok.

## Přítoky
Folknářský potok má pouze 3 přítoky. Dva menší bezejmenné na horním toku nad Folknáři a Kumpoltický potok (ID toku 10225030) na středním toku. Pramení též pod Sokolím vrchem (ale západní svah), odvodňuje část Folknářů, Ludvíkovic a Děčína II (Nové Město). Má podobnou délku, avšak menší plochu povodí a do Folknářského potoka se vlévá pravostranně v Děčíně II.

## Galerie

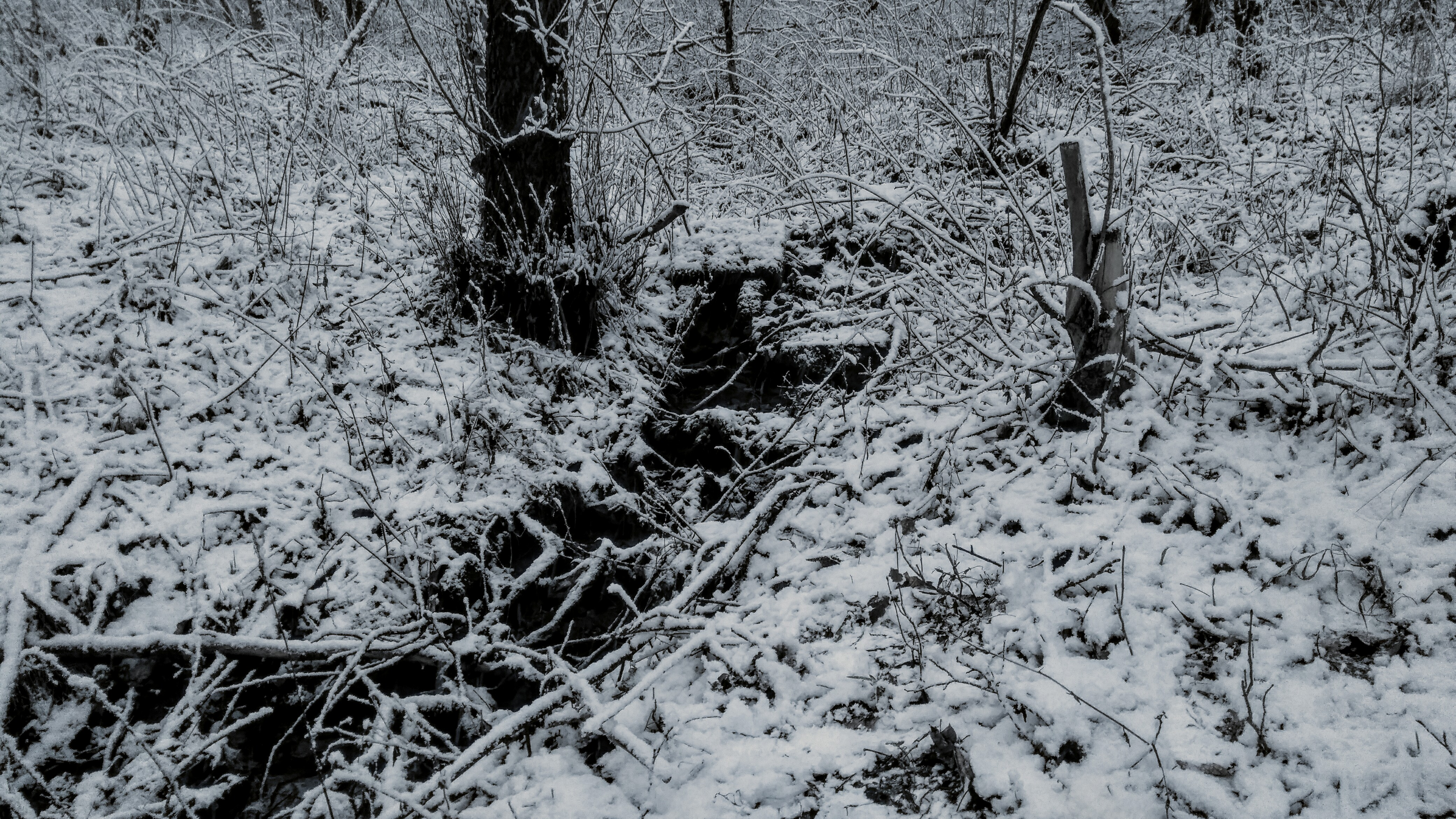
Pramen potoka.
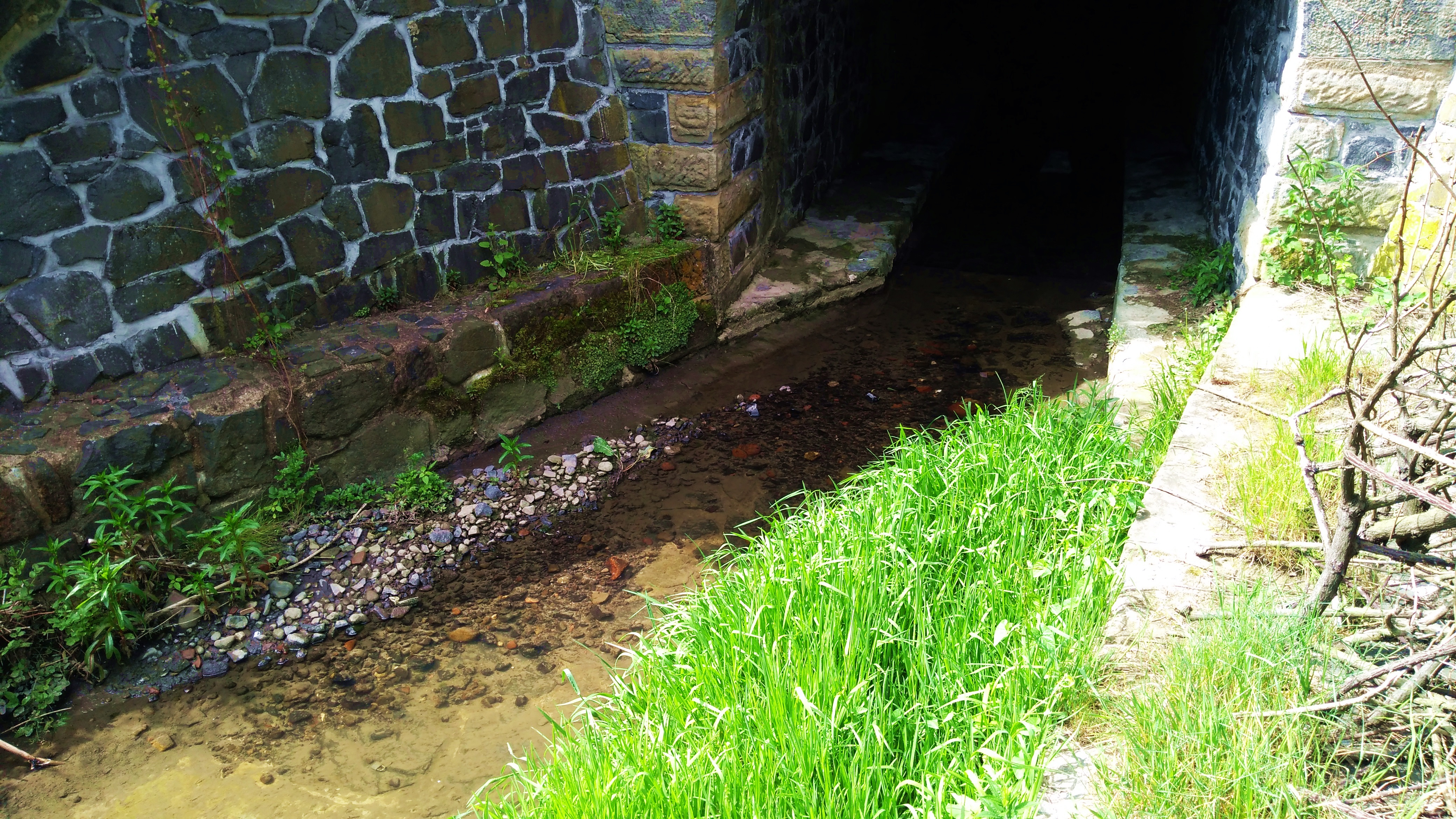
Folknářský potok v místě, kde křižuje Krokovu ulici
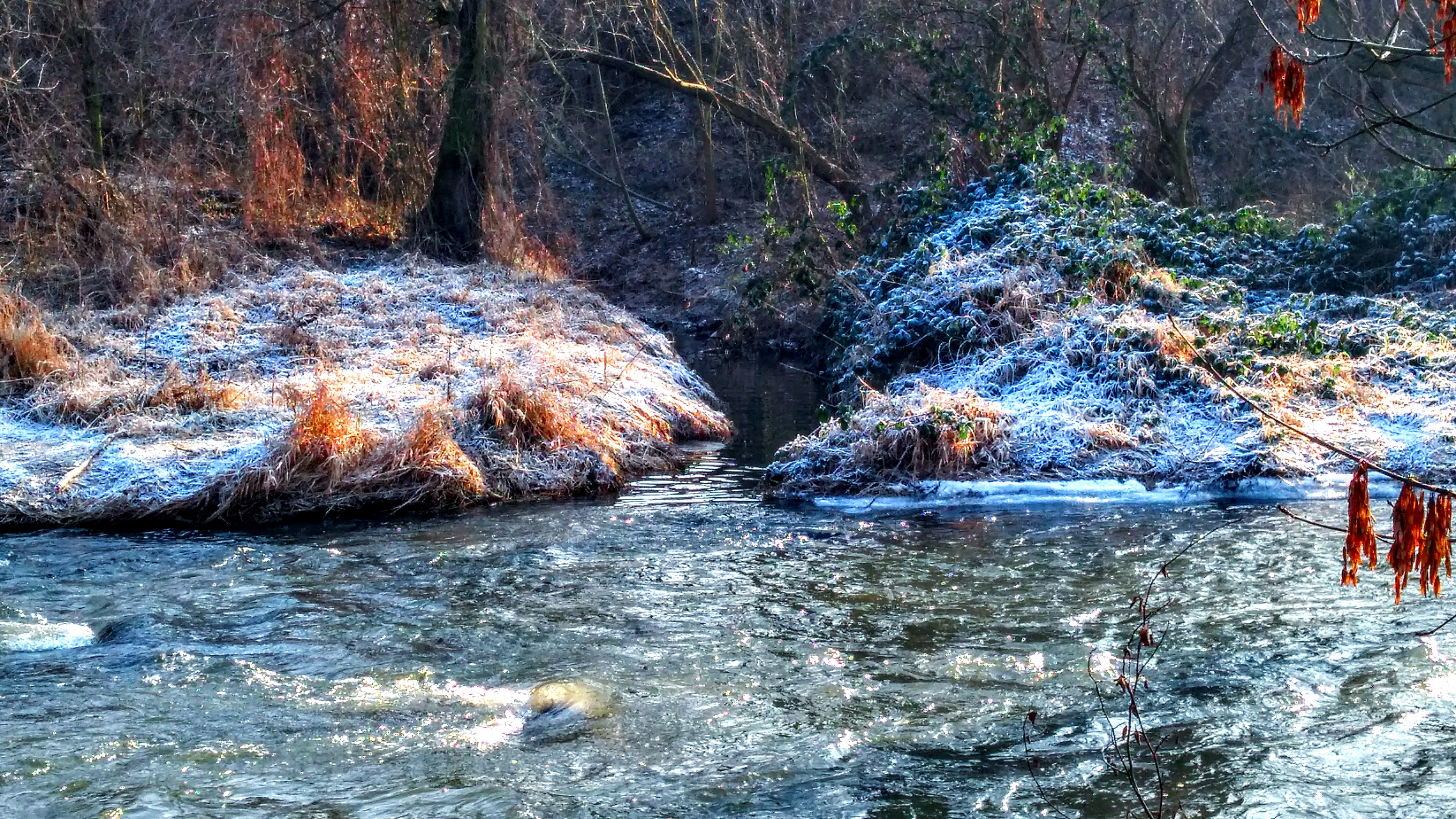
Ústí do Ploučnice.